# Svenskt författarlexikon
Svenskt författarlexikon: biobibliografisk handbok till Sveriges moderna litteratur är ett bokverk som utgavs av Rabén & Sjögren mellan 1942 och 1981 och som totalt omfattar åren 1900–1975 i 7 delar i 10 band.
Den första delen i tre band utgavs 1942 under ledning av Bengt Åhlén (1897–1955). De två första banden (935 sidor) utgör ett biografiskt uppslagsverk över svenskspråkiga (såväl rikssvenska som finlandssvenska och svenskamerikanska) skönlitterära författare som varit produktiva under åren 1900–1940. Ambitionen var att ta med alla författare som utgett något skönlitterärt arbete om minst ett tryckarks (16 sidor) längd. Artiklarnas längd varierar från några få rader till 13 sidor (August Strindberg). Utöver skönlitterära verk förtecknas även facktexter (under rubriken Varia) och översättningar. Däremot tas renodlade översättare inte upp. Tredje bandet är ett alfabetiskt register över boktitlar (427 sidor) och författarpseudonymer (20 sidor) samt författarnas hemvist i olika landskap (36 sidor).
| Del    | Bandets omfattning  | Sidor | Utgivet | Redaktör                                           | Medarbetare                                                            |
| ------ | ------------------- | ----- | ------- | -------------------------------------------------- | ---------------------------------------------------------------------- |
| 1      | 1900–1940: A–L      | 523   | 1942    | Bengt Åhlén                                        | Carl Thore Fries (född 1909), Paul Harnesk (1903–1965), Agneta Lönborg |
|        | 1900–1940: M–Ö      | 412   | 1942    | Bengt Åhlén                                        | Carl Thore Fries (född 1909), Paul Harnesk (1903–1965), Agneta Lönborg |
|        | 1900–1940: Register | 496   | 1942    | Bengt Åhlén                                        | Carl Thore Fries (född 1909), Paul Harnesk (1903–1965), Agneta Lönborg |
| 2      | 1941–1950: A–Ö      | 690   | 1953    | Bengt Åhlén                                        |                                                                        |
| 3      | 1951–1955: A–Ö      | 436   | 1959    | Bengt Åhlén (avled 1955), Agneta Åhlén (född 1913) |                                                                        |
|        | 1941–1955: Register | 274   | 1959    | Agneta Åhlén                                       | Carl Thore Fries                                                       |
| 4      | 1956–1960           | 563   | 1963    | Paul Harnesk                                       | Bengt Lundblad (född 1918), Lisbet Höök                                |
| 5      | 1961–1965           | 534   | 1968    | Bengt Lundblad                                     | Edvard Söderlund, Torsten Lönegren (född 1913)                         |
| 6      | 1966–1970           | 707   | 1975    | Bengt Lundblad, Torsten Lönegren                   | Bengt Lundblad, Torsten Lönegren                                       |
| 7      | 1971–1975           | 713   | 1981    | Bengt Lundblad, Torsten Lönegren                   | Bengt Lundblad, Torsten Lönegren                                       |
| Totalt | Totalt              | 5348  |         |                                                    |                                                                        |

## Liknande titlar
- Eva Björling, Svenskt barnboksförfattarlexikon (1977), omfattande åren 1960–1974
- Svend Dahl och Povl Engelstoft, Dansk skønlitterært forfatterleksikon 1900–1950 (3 delar, 1959–1964)